# Franciscus Pieter van Wieringen
Franciscus Pieter van Wieringen (Rotterdam, 28 maart 1903 – Sydney, 1997) was een Nederlands schermer. 
Van Wieringen was actief in de sabel- en de degen-categorie. In 1934 behaalde hij zijn enige overwinning op de Nederlandse kampioenschappen schermen, in het degen. Voor de Olympische Zomerspelen 1936 was hij met de sabel zowel gekwalificeerd voor het individuele als het team-evenement. Individueel strandde hij in de derde ronde, met het Nederlandse team bereikte hij de halve finales waarna de vijfde plaats werd behaald. 

## Palmares
- Olympische Spelen
  - 1936: 5e - sabel team

- Nederlandse kampioenschappen schermen
  - 1934:  - degen individueel
  - 1930:  - degen individueel
  - 1930:  - sabel individueel